# Stasys Mėčius
Stasys Mėčius (* 1955) ist ein Strongman und Schwerathletik-Trainer aus Litauen.

## Leben und Karriere
Sein erster Trainer war Algirdas Eidukas. Nach einem intensiven Training nahm er 1971 am ersten Sportwettbewerb teil. 1976  wurde er sowjetlitauischer Meister; diese Leistung wiederholte er noch neunmal der Reihe nach. Mėčius war sowjetlitauischer und sowjetischer Rekordmeister (400 kg im Zweikampf, 1981) sowie Jugend-Weltmeister.
Stasys Mėčius wurde zweifacher litauischer Meister und Vizemeister beim nationalen Strongman-Sportwettbewerb. Ab 2002 arbeitete er als Trainer in der Schwerathletik. Mėčius trainierte die litauische Jugend-Nationalmannschaft. Unter seinen Schülern ist Artūras Skavičius (* 1986), der Bronzemedaille bei der Europa-Meisterschaft gewann.
Mėčius lebt in der litauischen Hafenstadt Klaipėda.

## Leistungen
- 1995, 1996: Litauische Strongman-Meisterschaft, 1. Platz
- 1994: Litauische Strongman-Meisterschaft, 2. Platz
- 1997: Litauische Strongman-Meisterschaft, 3. Platz
- 1974:  Gewichtheben-Gewerkschaften-Meisterschaft der Sowjetunion, 1. Platz